# أكيكو ناكاجاوا
أكيكو ناكاجاوا (باليابانية: 中川 亜紀子) مواليد 1 ديسمبر 1973، هي مؤدية أصوات يابانية.

## أعمال

### أنمي
- إينوياشا
- جنية الثلج الصغيرة سكر
- ون بيس
- ماريا ساما غا ميترو

## وصلات خارجية
- أكيكو ناكاجاوا على موقع IMDb (الإنجليزية)
- أكيكو ناكاجاوا على موقع ميوزك برينز (الإنجليزية)
- أكيكو ناكاجاوا على موقع قاعدة بيانات الفيلم (الإنجليزية)
- أكيكو ناكاجاوا على موقع ANN person (الإنجليزية)